# Castillo de Vegallera

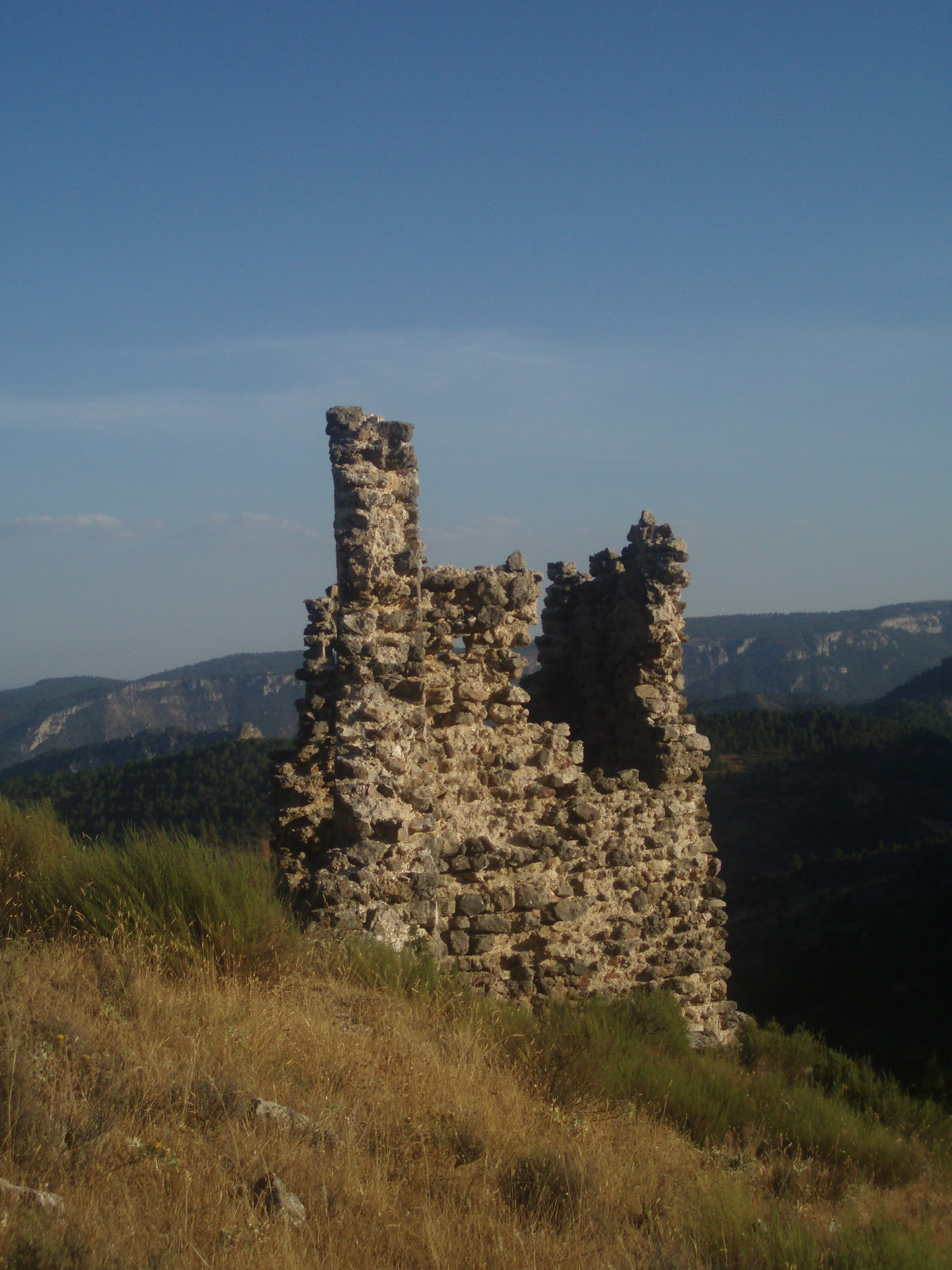
Vista lateral del castillo con la sierra del Agua al fondo

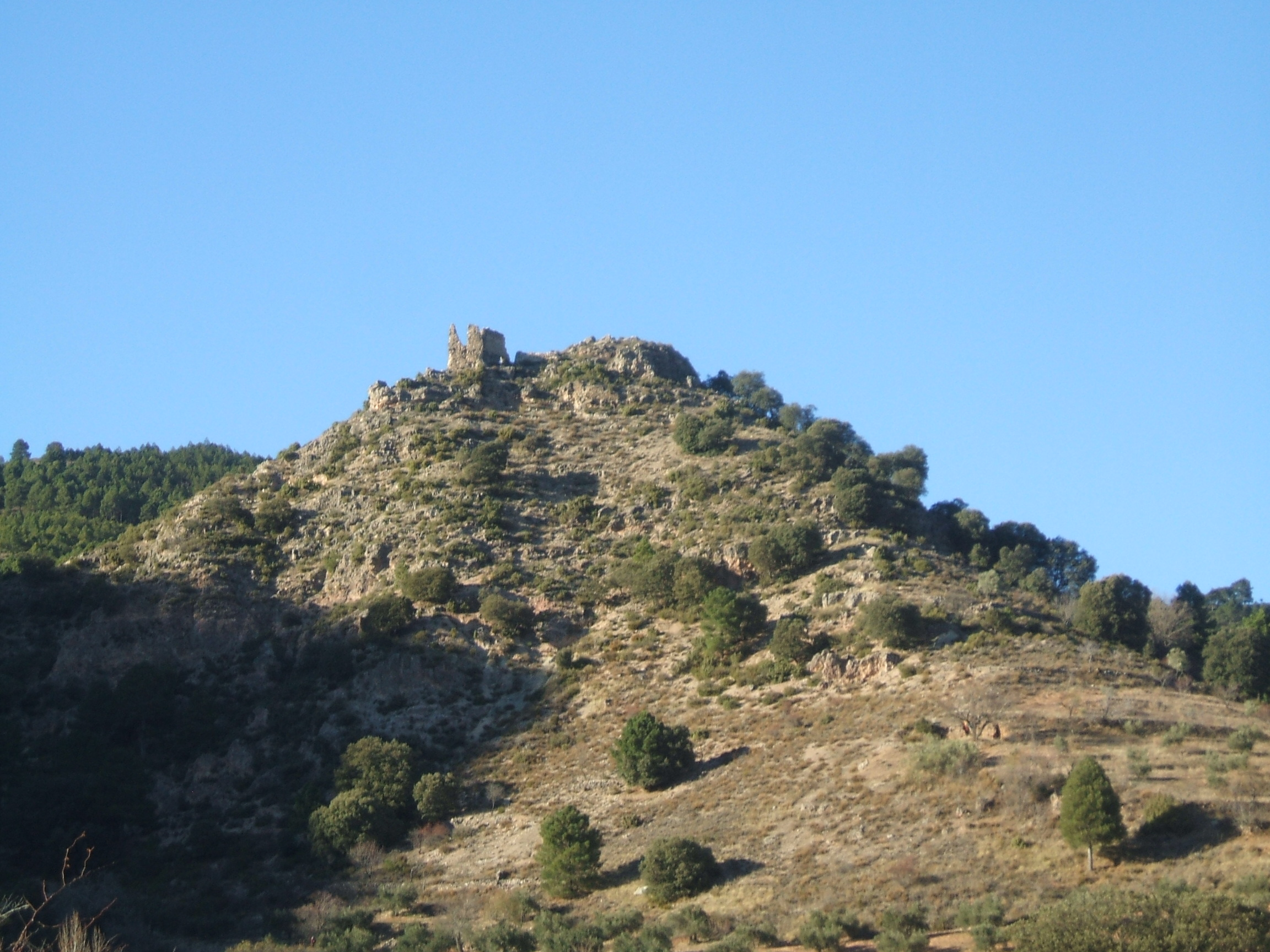
Situación de la fortaleza

El castillo de San Vicente de La Vegallera, se encuentra muy cercano a dicha localidad, perteneciente al municipio de Molinicos, y dentro de la provincia de Albacete.

## Historia
El cercano castillo de San Vicente, también llamado de La Vegallera o de El Santo, por ser éstas localidades muy cercanas al mismo, forma parte ineludible de la historia de la localidad de La Vegallera. Se encuentra situado en un promontorio cercano, ya en las estribaciones de la sierra del Agua, y que ha visto el devenir histórico de estas tierras.
Construido por los romanos en el siglo III, y destruido posteriormente, el actual se volvió a erigir en el mismo espacio que el anterior sobre el siglo XII, aunque fue reformado por el año 1.456. Se trata de un castillo que formaba parte de un cinturón defensivo (el segundo) de la ciudad de Alcaraz, de la que dista cerca de 18 kilómetros, asediada tanto por los musulmanes de Granada, como por los intereses expansionistas de la Orden de Santiago, pues esta zona fue, durante más de 250 años, frontera entre musulmanes y cristianos.
La importancia del castillo de la localidad es vital durante la conquista árabe de Alcaraz en el 712, ya que era uno de los pocos bastiones que les quedaban a los musulmanes antes de entrar en la ciudad alcaraceña, y volverá a ser clave durante la reconquista cristiana de la zona, debiendo de ser tomado el Castillo de El Santo por las tropas cristianas de Alfonso VIII a finales del mes de mayo de 1213 en la avanzada que una vez tomada la ciudad de Alcaraz (que duró más de un año, y en la que según cuentan las crónicas murieron más de 2.000 soldados cristianos) conquistaría días más tarde la fortaleza de Riópar. La repoblación de la zona durante la reconquista trajo a Vegallera vecinos de Castilla, por ello abundan en la localidad apellidos del norte de la península (Alfaro, Fajardo, Rivera, Clemente, Segura o García).

## Características
Elevado sobre un promontorio, el castillo tenía forma rectangular, siendo su construcción de mazonería con sillería en las aristas de sus lados, quedando actualmente vestigios y tramos de lienzo deteriorados de diferente altura. El recinto era rectangular.
Se encuentra en estado de ruina progresiva, y bajo la protección de la Declaración genérica del Decreto de 22 de abril de 1949, y la Ley 16/1985 sobre el Patrimonio Histórico Español.